# الانتخابات الرئاسية الصربية 2004
الانتخابات الرئاسية الصربية 2004 هي الانتخابات الرئاسية الصربية ‏ جرت في 13 يونيو 2004، في صربيا، لانتخاب رئيس صربيا.
فاز بالانتخابات بوريس تاديتش.